# Ursa-Major-I-Zwerggalaxie
Die Ursa-Major-I-Zwerggalaxie (kurz auch UMa I) ist eine spheroidale Zwerggalaxie und Satellitengalaxie der Milchstraße im Sternbild des Großen Bären.
Die Entdeckung der Galaxie durch Beth Willman et al. wurde im Jahr 2005 verkündet.

## Eigenschaften
Selbst unter den Zwerggalaxien ist die UMa I noch relativ klein mit ihrer nur wenige Tausend Lichtjahren messenden Durchmesser. Stand 2006 war sie die drittlichtschwächste Galaxie überhaupt (lässt man die sogenannten dunklen Galaxien außer Acht wie z. B. VirgoHI21 im Virgo-Galaxienhaufen), gemessen an ihrer absoluten Helligkeit.
| Zwerggalaxie               | MV     |
| -------------------------- | ------ |
| Ursa-Major-II-Zwerggalaxie | −3,8m  |
| Bootes-I-Zwerggalaxie      | −5,7m  |
| Ursa-Major-I-Zwerggalaxie  | −6,75m |

D. h., sie ist als Galaxie lichtschwächer als mancher Einzelstern in der Milchstraße wie beispielsweise Deneb und in etwa in der Leuchtkraft vergleichbar mit Rigel.
Sie weist einige Ähnlichkeiten mit der Sextans-Zwerggalaxie auf. Beide Galaxien sind sehr alt und metallarm.
Die Ursa-Major-I-Zwerggalaxie liegt in einer Entfernung von etwa 3,30 × 105 Lichtjahren was ungefähr der doppelten Entfernung zur Großen Magellanschen Wolke entspricht.

### Besonderes
Ein anderes astronomisches Objekt von Edwin Hubble bereits 1949 entdeckt, wurde ebenfalls als Ursa-Major-Zwerggalaxie bezeichnet.
Es wurde dann später als Palomar 4 bezeichnet. Aufgrund seines sonderbaren Aussehens wurde es zunächst als Zwerggalaxie klassifiziert. Tatsächlich ist Palomar 4 mit einer Entfernung von etwa 3,6 × 105 Lichtjahren der am weitesten bekannte, entfernte Kugelsternhaufen unserer Milchstraße.

## Weiteres
- Liste der Satellitengalaxien der Milchstraße
- Liste der Galaxien der Lokalen Gruppe